# 1931 en musique classique
| \| • Retour à la chronologie générale de la musique classique • \| |
| Grèce • Rome • Haut Moyen Âge • VIIIe siècle • IXe siècle • Xe siècle • XIe siècle XIIe siècle • XIIIe siècle • XIVe siècle • XVe siècle • XVIe siècle • XVIIe siècle XVIIIe siècle • XIXe siècle • XXe siècle • XXIe siècle |
| • Retour à la chronologie générale de la musique classique • |

| Années en musique classique : 1928 - 1929 - 1930 - 1931 - 1932 - 1933 - 1934    |
| Décennies en musique classique : 1900 - 1910 - 1920 - 1930 - 1940 - 1950 - 1960 |

## Événements

### Créations
- 13 février : Symphonie no 1 d'Arthur Honegger, créée à Boston.
- 19 février : Les Offrandes oubliées d'Olivier Messiaen, créées par l'Orchestre des concerts Straram.
- 22 mai : Bacchus et Ariane, ballet d'Albert Roussel, créé à l’opéra de Paris avec une chorégraphie de Serge Lifar et des décors de Giorgio de Chirico.
- 23 juin : Amphion, drame lyrique d'Arthur Honegger, créé à l'Opéra de Paris.
- 17 septembre : A Song of Summer, poème symphonique pour orchestre de Frederick Delius, créé à Londres sous la direction de Sir Henry J. Wood.
- 23 octobre : le Concerto pour violon d’Igor Stravinsky, créé à Berlin par Samuel Dushkin.
- 11 décembre : le Concerto pour piano no 1 de Dmitri Kabalevski, créé à Moscou par l'auteur.

Date indéterminée
- Sonate pour guitare, de Joaquín Turina.

### Autres
- Fondation à Washington du National Symphony Orchestra.
- Fondation du Quatuor du Théâtre du Bolchoï.

## Naissances

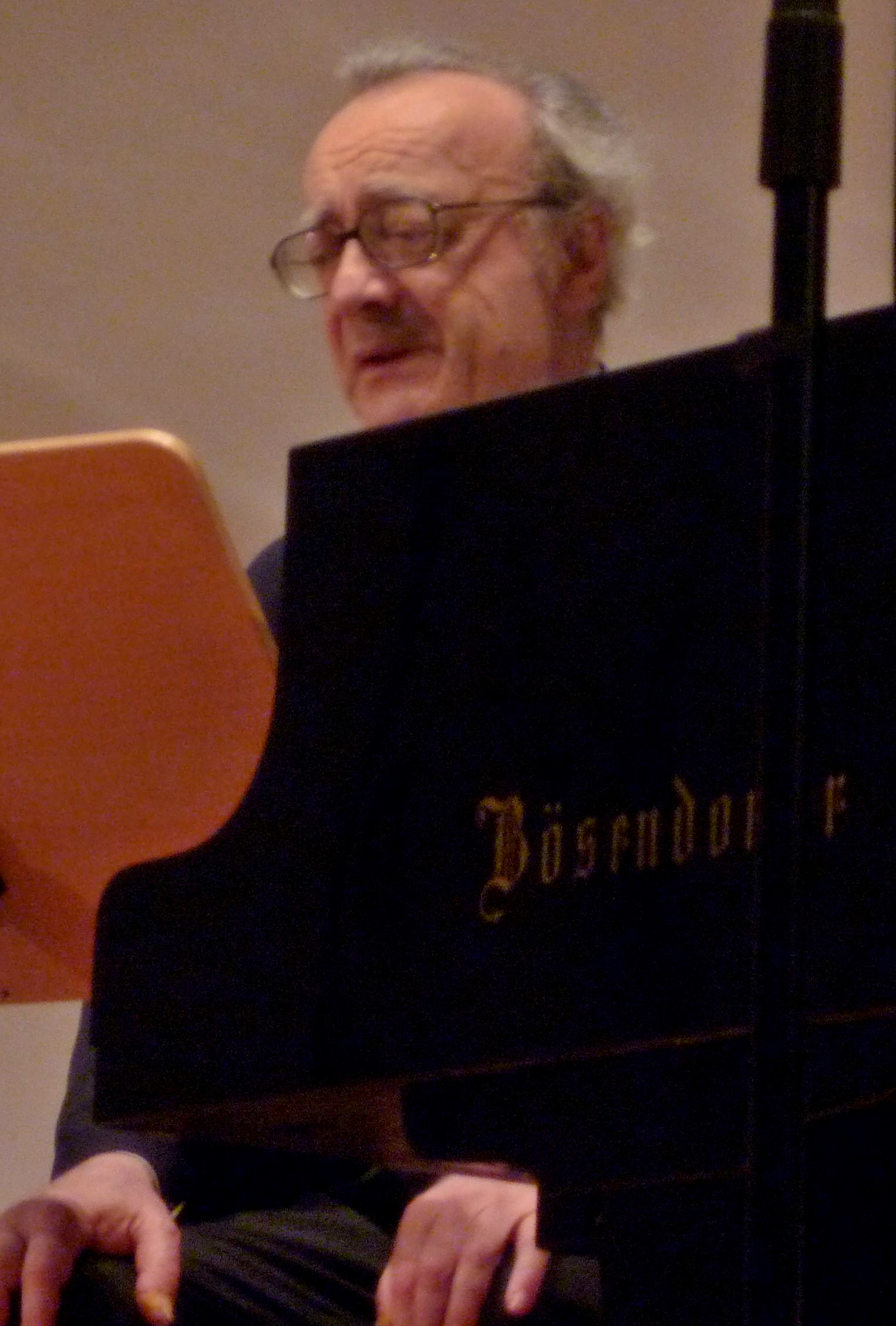
Alfred Brendel

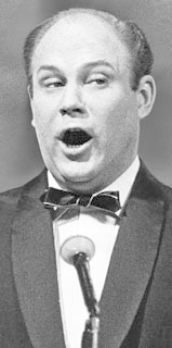
Ingvar Wixell

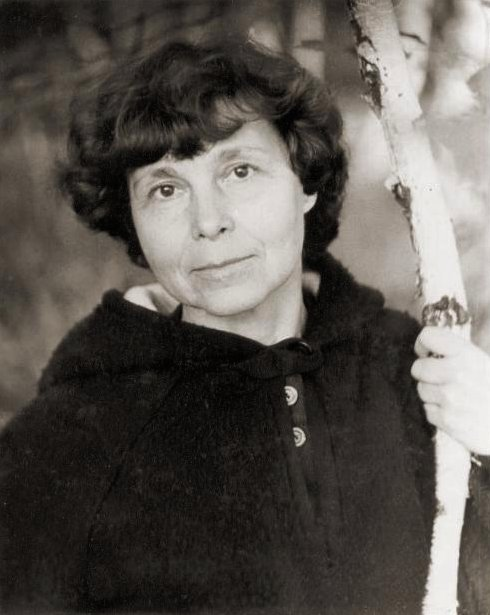
Sofia Goubaïdoulina

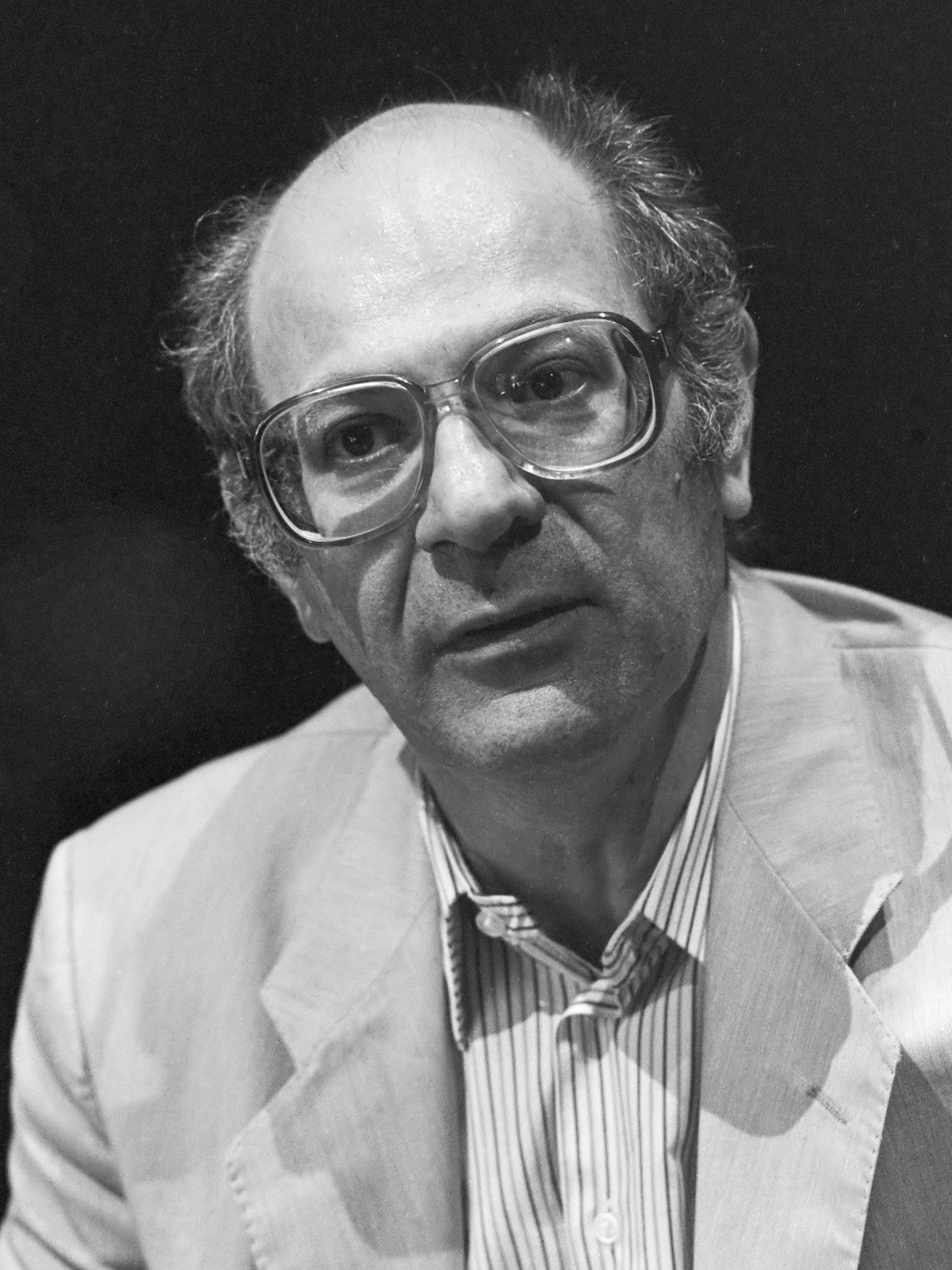
Mauricio Kagel

- 5 janvier : Alfred Brendel, pianiste autrichien († 17 juin 2025).
- 20 janvier : Birgit Finnilä, contralto suédoise.
- 24 janvier : Ib Nørholm, compositeur danois († 10 juin 2019).
- 28 janvier : Ezio Flagello, chanteur lyrique italo-américain († 19 mars 2009).
- 9 février : Harry Halbreich, musicologue belge († 27 juin 2016).
- 18 février : William Waterhouse, bassoniste britannique († 5 novembre 2007).
- 2 mars : János Sebestyén, organiste, pianiste et claveciniste hongrois († 4 février 2012).
- 3 mars : Werner Haas, pianiste classique allemand († 11 octobre 1976).
- 5 mars : Barry Tuckwell, corniste et chef d'orchestre australien († 16 janvier 2020).
- 7 mars : Mady Mesplé, soprano française († 30 mai 2020).
- 8 mars : Clara Kathleen Rogers, compositrice, chanteuse, écrivaine et professeur de musique américaine d'origine anglaise (° 14 janvier 1844).
- 24 mars : Josef Horák, clarinettiste basse tchèque († 23 novembre 2005).
- 25 mars : Vytautas Barkauskas, compositeur et pédagogue lituanien († 25 avril 2020).
- 30 mars : Sándor Szokolay, compositeur hongrois († 8 décembre 2013).
- 13 avril : Anita Cerquetti, chanteuse d'opéra italienne († 11 octobre 2014).
- 27 avril : Igor Oïstrakh, violoniste russe († 14 août 2021).
- 4 mai : Guennadi Rojdestvenski, chef d'orchestre soviétique puis russe († 16 juin 2018).
- 6 mai : Jane Berbié, mezzo-soprano française.
- 7 mai : Ingvar Wixell, baryton d'opéra suédois († 8 octobre 2011).
- 9 mai : 
  - Jorge Morel, guitariste et compositeur argentin.
  - Igor Ozim, violoniste et professeur de musique slovène († 23 mars 2024).
- 10 mai : Yūzō Toyama, compositeur et chef d'orchestre japonais († 11 juillet 2023).
- 14 mai :
  - Aloys Kontarsky, pianiste allemand († août 2017).
  - Alvin Lucier, compositeur américain († 1er décembre 2021).
- 16 mai : Donald Martino, compositeur américain († 8 décembre 2005).
- 19 mai : 
  - Ruben Radica, compositeur croate († 28 juillet 2021).
  - Éric Tappy, ténor suisse d'opéra († 11 juin 2024).
- 20 mai : Rosa Guraieb compositrice et pianiste mexicaine († 2 mars 2014 (à 82 ans))
- 30 mai : Trudelies Leonhardt, pianiste néerlandaise.
- 31 mai : Shirley Verrett, cantatrice américaine, mezzo-soprano († 5 novembre 2010).
- 16 juin : Norman Shetler, pianiste américain († 25 juin 2024).
- 23 juin : Claude Samuel, critique musical français († 14 juin 2020).
- 30 juin : James Loughran, chef d'orchestre écossais († 19 juin 2024).
- 1er juillet : Claude Gingras, journaliste et critique musical québécois.
- 11 juillet : Anđelko Klobučar, compositeur, organiste et professeur de musique croate.
- 30 juillet : Moshe Atzmon, chef d'orchestre israélien.
- 31 juillet : Ivan Rebroff, chanteur allemand († 27 février 2008).
- 2 août : Philippa Schuyler, enfant surdouée et pianiste († 9 mai 1967).
- 5 août : Anti Marguste, compositeur estonien († 12 janvier 2016).
- 7 août : Eiji Hashimoto,  claveciniste et chef d'orchestre japonais († 14 janvier 2021).
- 15 août : Mikaël Tariverdiev, compositeur russe d’origine arménienne († 25 juillet 1996).
- 21 août : Alberto Basso, musicologue italien.
- 28 août :
  - Cristina Deutekom, soprano coloratura néerlandaise († 7 août 2014).
  - John Shirley-Quirk, chanteur britannique d'opéras et d'oratorios († 7 avril 2014).
- 3 septembre : Rudolf Kelterborn, compositeur et chef d'orchestre suisse († 24 mars 2021).
- 7 septembre : Charles Camilleri, compositeur maltais († 3 janvier 2009).
- 22 septembre : Nello Santi, chef d'orchestre italien spécialiste d'opéra († 6 février 2020).
- 24 septembre : Isabel Penagos, soprano espagnole.
- 1er octobre : Sylvano Bussotti, compositeur, interprète, peintre, écrivain, metteur en scène, créateur de costumes et acteur italien.
- 2 octobre : Pierre Cogen, organiste français († 30 juin 2025).
- 13 octobre : Pierre Rolland, musicien québécois, critique musical, hautboïste professeur de musique et cor anglais à l'OSM († 29 novembre 2011).
- 14 octobre : Rafael Puyana, claveciniste colombien († 1er mars 2013).
- 17 octobre : Gerd Seifert, corniste allemand († 28 février 2019).
- 22 octobre : Hikaru Hayashi, compositeur japonais († 5 janvier 2012).
- 24 octobre : Sofia Goubaïdoulina, compositrice soviétique († 13 mars 2025).
- 1er novembre : Dmitri Bachkirov, pianiste russe († 7 mars 2021).
- 11 novembre : Claude Lefebvre, compositeur et poète français († 2012).
- 21 novembre : Malcolm Williamson, compositeur australien († 2 mars 2003).
- 22 novembre : Jean-Marie Simonis, compositeur belge.
- 28 novembre : Joan Guinjoan, compositeur et pianiste espagnol d'origine catalane († 1er janvier 2019).
- 30 novembre : Günther Herbig, chef d'orchestre allemand.
- 3 décembre : Sergueï Dorenski, pianiste et pédagogue soviétique puis russe († 26 février 2020).
- 16 décembre : Kenneth Gilbert, claveciniste canadien († 16 avril 2020).
- 19 décembre : Dalton Baldwin, pianiste américain († 12 décembre 2019).
- 23 décembre : Maria Tipo, pianiste italienne († 10 février 2025).
- 24 décembre : Mauricio Kagel, compositeur argentin († 18 septembre 2008).

## Décès

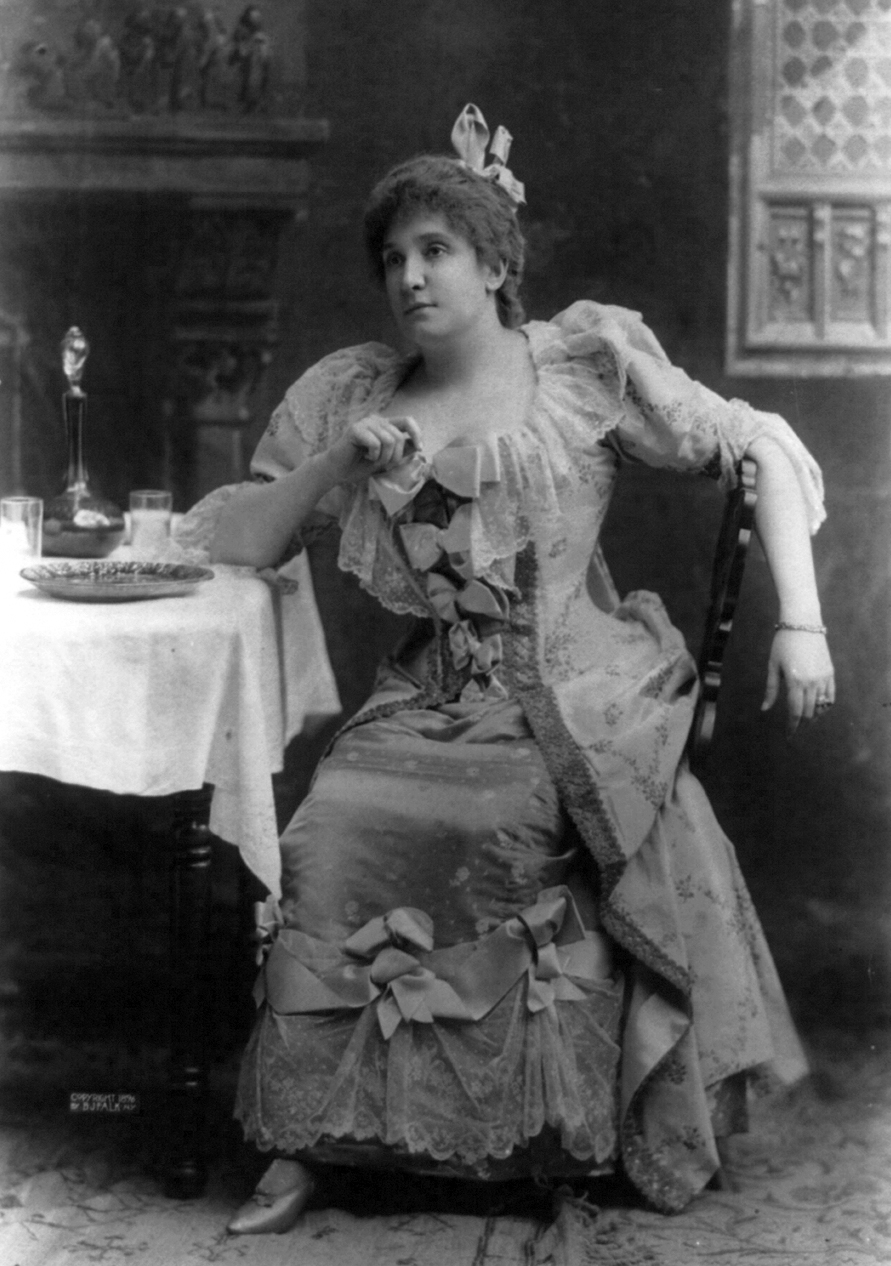
Nellie Melba

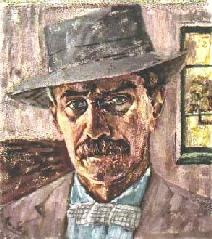
Emánuel Moór

- 4 janvier : Edouard Potjes, compositeur et pianiste néerlandais (° 13 août 1860).
- 21 janvier : Felix Blumenfeld, compositeur, chef d'orchestre, pédagogue et pianiste russe (° 19 avril 1863).
- 3 février : Josef Wolfsthal, violoniste et pédagogue autrichien (° 12 juin 1899).
- 16 février : Juan Vert, compositeur espagnol de zarzuelas (° 22 avril 1890).
- 23 février : Nellie Melba, soprano colorature australienne (° 19 mai 1861).
- 9 mars : Marie Mongin, pianiste et pédagogue française (° 11 juin 1841).
- 4 avril : George Chadwick, compositeur américain (° 13 novembre 1854).
- 9 avril : Paul Vidal, compositeur et pédagogue français (° 16 avril 1863).
- 30 avril : Richard Sahla, violoniste, chef d’orchestre et compositeur (° 17 septembre 1855).
- 3 mai : Otto Winter-Hjelm, organiste, chef d'orchestre, critique musical et compositeur norvégien (° 8 octobre 1837).
- 12 mai : Eugène Ysaÿe, violoniste et compositeur belge (° 16 juillet 1858).
- 18 mai : Hans Hermann, compositeur allemand (° 17 août 1870).
- 29 mai : Charles Mutin, facteur d'orgue français (° 7 avril 1861).
- 9 juin : Henrique Oswald, compositeur et pianiste brésilien (° 14 avril 1852).
- 2 juillet : Charles Quef, organiste et compositeur français (° 1er novembre 1873).
- 10 juillet : Amédée Reuchsel, organiste et compositeur français (° 21 mars 1875).
- 21 juillet : Herman Bemberg, compositeur français (° 29 mars 1859).
- 4 août : Marie Wittich, soprano allemande (° 27 mai 1868).
- 20 août : Waldemar von Bausznern, compositeur allemand (° 29 novembre 1866).
- 21 août : César Thomson, violoniste et compositeur belge (° 18 mars 1857).
- 3 septembre : Franz Schalk, chef d'orchestre autrichien (° 27 mai 1863).
- 28 septembre : Sylvain Dupuis, musicien, chef d'orchestre, compositeur et pédagogue belge (° 9 octobre 1856).
- 3 octobre : Carl Nielsen compositeur danois (° 9 juin 1865).
- 20 octobre : Emánuel Moór, pianiste, compositeur et concepteur de pianos hongrois (° 19 février 1863).
- 26 octobre : Celestino Piaggio, pianiste, violoniste, chef d'orchestre et compositeur argentin (° 20 décembre 1886).
- 27 octobre : Ludvík Čelanský, compositeur et chef d'orchestre tchèque (° 17 juillet 1870).
- 11 novembre : Fritz Baselt, compositeur allemand (° 26 mai 1863).
- 30 novembre : Marc Delmas, compositeur français (° 28 mars 1885).
- 2 décembre : Vincent d'Indy, compositeur français (° 27 mars 1851).
- 27 décembre : Walter Courvoisier, compositeur suisse (° 7 février 1875).